# (1460) Haltia
(1460) Haltia es un asteroide perteneciente al cinturón de asteroides descubierto por Yrjö Väisälä desde el observatorio de Iso-Heikkilä, Finlandia, el 24 de noviembre de 1937.

## Designación y nombre
Haltia fue designado inicialmente como 1937 WC.
Más tarde se nombró por el Halti, el monte más alto de Finlandia.

## Características orbitales
Haltia está situado a una distancia media del Sol de 2,543 ua, pudiendo acercarse hasta 2,068 ua. Su excentricidad es 0,1869 y la inclinación orbital 6,685°. Emplea en completar una órbita alrededor del Sol 1481 días.